# Acordul de la Geneva (1991)

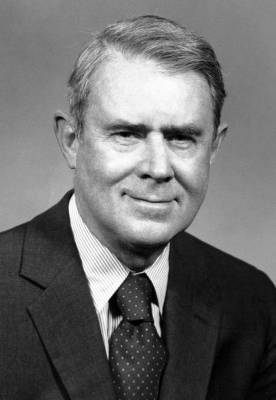
Cyrus Vance

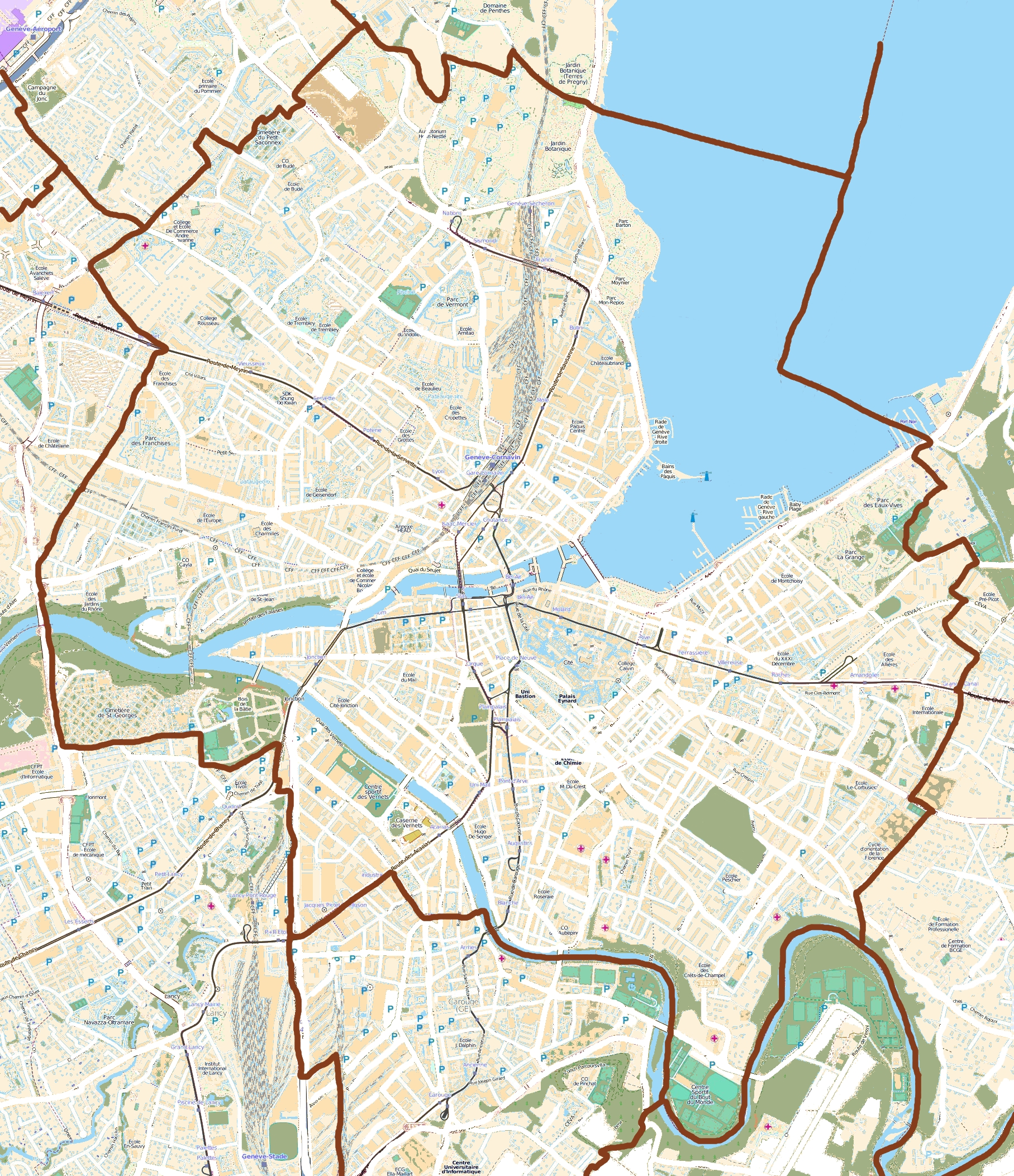
Geneva

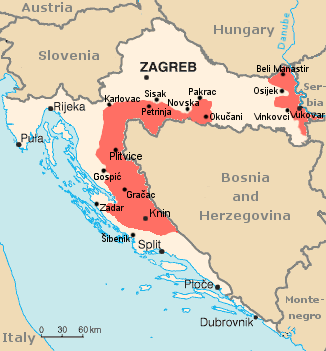
Harta autoproclamatei Republici Sârbe Krajina (cu roșu)

Acordul de la Geneva (parte a Planului Vance) a fost semnat la 23 noiembrie 1991 la Geneva, Elveția de către general de armată Veljko Kadijević și președinții Slobodan Milošević și Franjo Tuđman având ca scop încetarea focului în Războiul de Independență al Croației.
Planul Vance a fost un rezultat al misiunii diplomatice a fostului Secretar de Stat Cyrus Vance, trimis special al Secretarului General al Națiunilor Unite; el a fost asistat  în timpul negocierilor de diplomatul american Herbert Okun și de Subsecretarul General al Organizației Națiunilor Unite pentru afaceri politice speciale Marrack Goulding.  Misiunea a fost trimisă în RSF Iugoslavia și a avut ca scop negocierea sfârșitului ostilităților în Croația la sfârșitul anului 1991. Planul a propus o încetare a focului, protecția civililor în anumite zone desemnate ca zone protejate de Organizația Națiunilor Unite și o operațiune de menținere a păcii a Organizației Națiunilor Unite în Croația.
Planul a fost prezentat prima oară președintelui RS Serbia, Slobodan Milošević. Milošević l-a analizat și a constatat că planul este pe deplin acceptabil și a promis că se va asigura că cei de la conducerea RSK îl vor susține în cele din urmă. El a aprobat planul pentru că a asigurat păstrarea câștigurilor teritoriale sârbe din 1991, a păstrat administrația sârbilor croați în zonele în care au fost desfășurate misiuni de menținere a păcii, lucru care a permis Armatei  Populare Iugoslave - JNA să își concentreze atenția asupra Bosniei și Herțegovinei. Vance s-a întâlnit apoi cu ministrul iugoslav al apărării, generalul JNA  Veljko Kadijević, care a aprobat planul după ce a fost îndemnat de Milošević să facă acest lucru. După ce planul a fost acceptat de președintele croat Franjo Tuđman, Acordul de la Geneva a fost semnat de Tuđman, Milošević și Kadijević la Geneva, Elveția, la 23 noiembrie 1991. Acordul a avut o condiție prealabilă de desfășurare a forței de menținere a păcii ONU. Acest acord cuprindea patru dispoziții; sfârșitul blocadei croate asupra cazarmelor JNA, retragerea personalului JNA și a echipamentului JNA din Croația, punerea în aplicare a unei încetări a focului și înlesnirea livrării ajutoarelor umanitare.
Părțile semnatare ale acordului au convenit de asemenea asupra desfășurării unei misiuni de menținere a păcii a ONU în Croația, care a fost ulterior autorizată prin Rezoluția 721 din 27 noiembrie 1991 a Consiliului de Securitate al Organizației Națiunilor Unite, în urma unei cereri oficiale privind desfășurarea unei misiuni de menținere a păcii prezentată de guvernul iugoslav în ziua precedentă.
Planul Vance a fost aprobat în conformitate cu Rezoluția 721 a Consiliului de Securitate al ONU, ca parte a Raportului Secretarului General al ONU prezentat la 11 decembrie,  ca Rezoluția 724 din 15 decembrie a Consiliului de Securitate al ONU. Această rezoluție a stabilit că nu au fost încă îndeplinite condițiile necesare pentru desfășurarea misiunilor de menținere a păcii. În schimb, ONU a desfășurat 50 de ofițeri de legătură pentru pregătirea misiunii, în timp ce luptele au continuat în cursul anului 1991. Blocarea cazarmelor JNA pe teritoriul controlat de HV a rămas în vigoare până în decembrie 1991.
În ultima rundă de întâlniri care a durat zece zile, Vance a negociat un alt acord de încetare a focului ca un aranjament provizoriu susținut de o detașare a forțelor de menținere a păcii din partea ONU pentru a o supraveghea. Ultimul obstacol în calea acordului a fost eliminat atunci când Tuđman a fost de acord să ridice blocada asupra ultimelor cazarme ale JNA din teritoriul deținut de HV pe 25 decembrie. S-au îndeplinit astfel condițiile lui Kadijević pentru punerea în aplicare a încetării focului, iar Milošević a declarat că nu mai are alte obiecții față de planul din 31 decembrie.

### Cărți
- Ahrens, Geert-Hinrich (2007). Diplomacy on the Edge: Containment of Ethnic Conflict and the Minorities Working Group of the Conferences on Yugoslavia. Washington, D.C.: Woodrow Wilson Center Press. ISBN 978-0-8018-8557-0.
- Armatta, Judith (2010). Twilight of Impunity: The War Crimes Trial of Slobodan Milosevic. Durham, North Carolina: Duke University Press. ISBN 978-0-8223-4746-0.
- Bellucci, Paolo; Isernia, Pierangelo (2003). „Massacring in Front of a Blind Audience? Italian Public Opinion and Bosnia”.  În Sobel, Richard; Shiraev, Eric; Shapiro, Robert. International Public Opinion and the Bosnia Crisis. Lanham, Maryland: Lexington Books. pp. 173–218. ISBN 978-0-7391-0480-4.
- Biondich, Mark (2004). „Croatia”.  În Richard C. Frucht. Eastern Europe: An Introduction to the People, Lands, and Culture. Santa Barbara, California: ABC-CLIO. ISBN 978-1-57607-800-6.
- Bjelajac, Mile; Žunec, Ozren (2009). „The War in Croatia, 1991–1995”.  În Charles W. Ingrao; Thomas Allan Emmert. Confronting the Yugoslav Controversies: A Scholars' Initiative. West Lafayette, Indiana: Purdue University Press. ISBN 978-1-55753-533-7.
- Central Intelligence Agency, Office of Russian and European Analysis (2002). Balkan Battlegrounds: A Military History of the Yugoslav Conflict, 1990–1995. Washington, D.C.: Central Intelligence Agency. OCLC 50396958.
- Denitch, Bogdan (1996). Ethnic nationalism: the tragic death of Yugoslavia. Minneapolis, Minnesota: University of Minnesota Press. ISBN 978-0-8166-2947-3.
- Eastern Europe and the Commonwealth of Independent States. London, England: Routledge. 1999. ISBN 978-1-85743-058-5.
- Hoare, Marko Attila (2010). „The War of Yugoslav Succession”.  În Ramet, Sabrina P. Central and Southeast European Politics Since 1989. Cambridge University Press. ISBN 978-1-139-48750-4.
- Libal, Michael (1997). Limits of Persuasion: Germany and the Yugoslav Crisis, 1991–1992. Westport, Connecticut: Greenwood Publishing Group. ISBN 978-0-275-95798-8.
- Nambiar, Satish (2001). „UN peacekeeping operations in the former Yugoslavia – from UNPROFOR to Kosovo”.  În Thakur, Ramesh; Schnabel, Albrecht. United Nations peacekeeping operations: ad hoc missions, permanent engagement. United Nations University Press. ISBN 978-92-808-1067-7.
- Ramcharan, B. G., ed. (1997). The International Conference on the Former Yugoslavia: Official Papers, Volume 1. BRILL. ISBN 978-90-411-0429-8.
- Sell, Louis (2002). Slobodan Milosevic and the Destruction of Yugoslavia. Durham, North Carolina: Duke University Press. ISBN 978-0-8223-3223-7.
- Trbovich, Ana S. (2008). A Legal Geography of Yugoslavia's Disintegration. Oxford, England: Oxford University Press. ISBN 978-0-19-533343-5. Arhivat din original la 17 ianuarie 2017.

## Legături externe
- Planul Vance Arhivat în 24 martie 2019, la Wayback Machine., arhive ONU

## Vezi și
- Acordul de la Sarajevo
- Acordul de la Erdut
- Acordul de la Dayton